# John Errington de la Croix
John Errington de la Croix (Blida, Algèria, 29 de gener de 1848 - Bona, Algèria, 15 de juny de 1905) va ser un aventurer, explorador i enginyer francès que visità diversos indrets d'Àfrica i d'Àsia. Arran d'un encàrrec del Ministeri d'Instrucció Pública francès emprengué el seu primer viatge a Malàisia al gener del 1880 amb el seu amic Brau de Saint Pol-Lias. Va visitar el país de 1880 a 1881, descobrint-hi les mines d'estany de l'estat de Perak. Tornà diverses vegades a la península malaia i després de tots els seus viatges emportà cap a França una col·lecció d'obres d'art malai molt important. Va ser l'autor d'un vocabulari malai-francès, francès-malai que es va publicar pòstumament el 1910.

## Obres
- Les mines d'étain de Pérak (1882)